# مجموعة ضميمة
المجموعة الضميمة في الكيمياء الحيوية مكون من مكونات البروتينات المقترنة [الإنجليزية] والتي تساهم في نشاطها الحيوي.
يتميز تركيب المجموعة الضميمة الكيميائي بعدم انتمائه للأحماض الأمينية، والتي هي اللبنات الأساسية في بنية البروتين. تكون المجموعة الضميمة وثيقة الارتباط برابطة تساهمية إلى الصميم البروتيني (apoprotein). تعد المجموعات الضميمة عموماً مجموعة فرعية من العوامل المرافقة، وما يميز المجموعة الضميمة عن العوامل المرافقة أن الأخيرة ترتبط برابطة غير تساهمية، إذ تكون الأيونات الفلزية ضعيفة الارتباط ومرافقات الإنزيمات هي عوامل مرافقة ولا تصنف ضمن المجموعات الضميمة.

## التسمية
المجموعة الضميمة هي ترجمة Prosthetic group، وهي ترجمة معتمدة على الأصل اللغوي للمصطلح الأجنبي Prosthetic والتي تعني يضم أو يضيف إلى. بالمقابل هناك ترجمات أخرى، وهي المجموعة البديلة، أو المجموعة التعويضية.

## قائمة المجموعات الضميمية
يحتوي الجدول أدناه على قائمة ببعض المجموعات الضميمية الشائعة.
| المجموعة الضميمة                    | الوظيفة                              | الانتشار                      |
| ----------------------------------- | ------------------------------------ | ----------------------------- |
| أحادي نوكليوتيد الفلافين            | تفاعلات أكسدة واختزال                | بكتيريا، عتائق، حقيقيات النوى |
| ثنائي نيوكليوتيد الفلافين والأدينين | تفاعلات أكسدة واختزال                | بكتيريا، عتائق، حقيقيات النوى |
| كينون بيرول الكينولين [الإنجليزية]  | تفاعلات أكسدة واختزال                | بكتيريا                       |
| فوسفات البيريدوكسال                 | نقل الأمين، نزع الكربوكسيل، نزع أمين | بكتيريا، عتائق، حقيقيات النوى |
| بيوتين                              | إضافة كربوكسيل                       | بكتيريا، عتائق، حقيقيات النوى |
| ميثيل الكوبالامين                   | مثيلة، مصاوغة                        | بكتيريا، عتائق، حقيقيات النوى |
| بيروفسفات الثيامين [الإنجليزية]     | نقل مجموعتي الكربون، انشطار ألفا     | بكتيريا، عتائق، حقيقيات النوى |
| هيم                                 | ربط أكسجين، تفاعلات أكسدة واختزال    | بكتيريا، عتائق، حقيقيات النوى |
| موليبدوبتيرين                       | تفاعلات أكسجة                        | بكتيريا، عتائق، حقيقيات النوى |
| حمض الليبويك                        | تفاعلات أكسدة واختزال                | بكتيريا، عتائق، حقيقيات النوى |
| العامل المرافق F430                 | توليد الميثان                        | عتائق                         |